# Cetopsidium minutum
Cetopsidium minutum es una especie de pez de la familia Cetopsidae en el orden de los Siluriformes.

## Morfología
• Los machos pueden llegar alcanzar los 4,9 cm de longitud total.
- Número de  vértebras: 39-40.[1][2]

## Hábitat
Es un pez de agua dulce y de clima tropical.

## Distribución geográfica
Se encuentra al norte de Sudamérica: ríos costeros entre los ríos  Amazonas y Orinoco.